# Восстание в Каталонии (1909)
Восста́ние в Катало́нии, известное как «Трагическая неделя» (исп. Semana Trágica) — череда антимилитаристских выступлений, сопровождавшихся баррикадными боями в нескольких городах Каталонии в 1909 году. Одной из главных политических сил, принявших активное участие в данных событиях, стали анархисты; кроме них активное участие приняли разного рода социалисты: антимилитаристы и антиколониалисты. Беспорядки были подавлены войсками и привели к смене правительства.

## «Трагическая неделя»
Поводом к восстанию послужил декрет о призыве 20 000 жителей Каталонии в испанскую армию для борьбы с племенами рифов в Марокко, изданный правительством страны 18 июля 1909 года. В ответ на это анархисты из синдикалистской «Рабочей солидарности» (РС) (Solidaridad Obrera) призвали к проведению всеобщей забастовки. 26 июля по Каталонии прокатилась волна антимилитаристских протестов и забастовок.
В ночь на 27 июля в Барселоне были сооружены баррикады, произошли столкновения с полицией. В уличных беспорядках приняли активное участие так называемые «молодые варвары» (jóvenes bárbaros), связанные с «Радикальной республиканской партией» (Partido Republicano Radical) Алехандро Леру (Alejandro Lerroux). В последующие дни антимилитаристское движение распространилось по всей территории Испании. Происходившее сопровождалось типичными для Испании того времени антиклерикальными выступлениями (Католическая церковь воспринималась как часть репрессивного буржуазного государственного аппарата): было сожжено более 50 церквей и монастырей. Для подавления разгоравшихся беспорядков в Барселону были введены испанские войска.
В Барселоне начались ожесточенные уличные бои каталонских анархистов с испанской полицией и армейскими частями, позже получившие название «Трагическая неделя». Внутренним войскам и полиции удалось установить порядок в городе только к 2 августа. Несмотря на это, всеобщая забастовка в Каталонии продолжалась до 26 сентября.

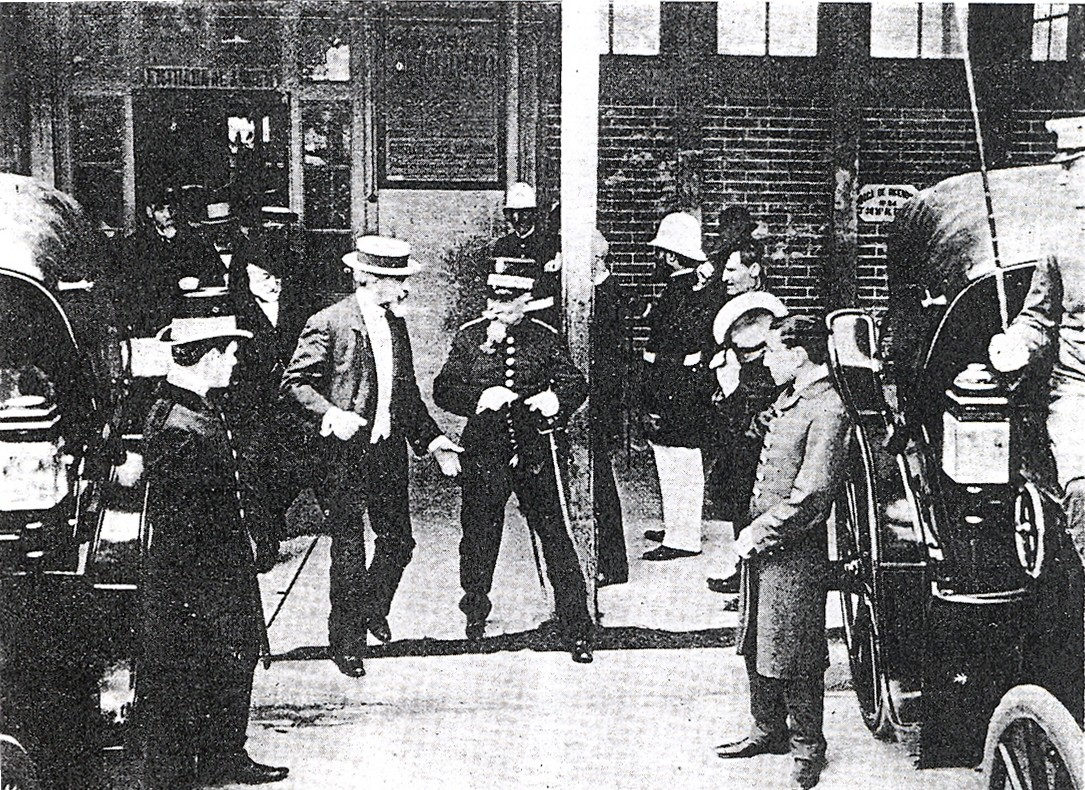
Губернатор Эваристо Креспо Асорин входит в Барселону 6 августа 1909, в сопровождении генерала Сантьяго.

## Последствия «Трагической недели»
Анархисты потерпели поражение, однако при этом одним из итогов событий 1909 года стало создание Национальной конфедерации труда Испании, впоследствии самой знаменитой анархо-синдикалистской профсоюзной организации. 
В результате ожесточенных пятидневных уличных боев в Барселоне, регулярные войска потеряли 9 человек убитыми и 124 ранеными. Повстанцы же потеряли более 100 человек убитыми и более 200 ранеными.  Были проведены массовые аресты и казни: около 1.700 человек было арестовано за участие в восстании, 5 человек приговорено к смерти и казнено, 59 приговорены к пожизненному заключению. 
Среди казненных оказался и известный педагог-анархист и лидер антиклерикального движения Франциско Феррер Гуардия. Несмотря на то, что во время «Трагической недели» он находился в Англии, его обвинили в подстрекательстве к восстанию, и, по приговору военного трибунала, он был расстрелян, что вызвало волну протестов за границей. Восстание в Каталонии привело к отставке консервативного кабинета А. Мауры, власть перешла в руки либералов.